# 福田三河守
福田 三河守（ふくだ みかわのかみ）は、戦国時代から安土桃山時代にかけての武将。織田氏の家臣。

## 経歴
織田信長の家臣で馬廻とされる。
天正3年5月16日（1575年）、長篠の戦いの際に三河国牛窪城の警固役として、丸毛光兼と共にその任に就く。また、同年8月16日に織田信長が越前国の府中龍門寺に出陣 （越前一向一揆） の際に、路地警固として越前国今城を任される。。
天正5年3月2日（1577年）、織田信長の雑賀攻めの際に、将の一人として根来口より侵攻する。
天正10年5月29日（1582年）、織田信長の中国遠征の際に、安土城の二の丸警固役の一人として、その任に就く。
その後、史書から姿を消した。

## 末裔
直系子孫とされる福田家の私記の記述において以下の文面がある
また、三河守を祀った祠があり、そこで矢に中って戦死したとも言われている。